# Авл Цецина Север
Авл Цецина Север (лат. Aulus Caecina Severus; ок. 44 до н. э., Волатерра — после 21 н. э.) — древнеримский государственный деятель и военачальник, консул-суффект 1 года до н. э.

## Биография
Происходил из всадников города 
Волатерры, но имена его родителей неизвестны. Рональд Сайм определяет в качестве его примерной даты рождения 44 год до н. э. В молодости Цецина переехал в Рим и вступил на военную службу. В 25 году до н. э. стал военным трибуном, в 19 году до н. э. был квестором. На государственной службе прошёл все положенные должности и в 1 году до н. э. был назначен консулом-суффектом (вместе с Авлом Плавтием).
В 6 году был назначен легатом недавно образованной провинции Мёзии и в том же году принял участие в подавлении Великого Иллирийского восстания, выступив на помощь Сирмию, главной базе римлян на среднем Дунае, осажденной одним из предводителей восстания Батоном Паннонским. Заставил мятежников снять осаду, но затем был вынужден вернуться в свою провинцию для отражения набега даков и сарматов, переправившихся через Дунай. В 7 году привел свои легионы в Сискию на соединение с войсками Тиберия и Марка Плавтия Сильвана. По окончании кампании снова вернулся в Мёзию. В 8—9 годах очистил Мёзию и Македонию от вторгшихся из-за Дуная племен.
На основании надписи AE 1987, 00992: A(ulo) 
Caecina / Severo / proco(n)s(ule) / leg(io) III Aug(usta) / IIII предполагается, что в  9—12 годах он был проконсулом Африки. Также существует мнение, что в 10/11—12/13 годах Цецина был наместником Ближней Испании.
С 10 или 12 по 16 год занимал пост легата-пропретора Нижней Германии и командовал группировкой из четырех легионов со штаб-квартирой в Ветере. Во время подавления мятежа рейнских легионов в 14 году по приказу Германика навел порядок в Ветере, собрав легионную верхушку (сигниферов, эвокатов, аквилиферов, имагиниферов и прочих), атаковав палатки, где находились зачинщики мятежа, и вырезав их после довольно упорного боя.
Принимал участие в Германских походах 14—16 годов под командованием Германика. В 14 году возглавлял передовой отряд во время похода против марсов, в 15 году во время похода на хаттов командовал своими четырьмя легионами, 5000 ауксилиариев и отрядами левобережных германцев, и двигался вдоль берега Лупии, прикрывая с левого фланга армию Германика и не дав херускам возможности прийти на помощь хаттам. Затем в том же году участвовал в походе на бруктеров, а в ходе отступления из района Верхней Амизии к Рейну был атакован силами Арминия и Ингвиомера и едва избежал разгрома в битве на длинных гатях, сумев вырваться из окружения благодаря доблести бойцов I легиона, получившего за это сражение почетное  наименование Германского. Сам Цецина за эту кампанию получил триумфальные отличия.
Вместе с Гаем Силием и Антеем занимался подготовкой флота для кампании 16 года, в битве при Идиставизо его легионы составляли вторую линию армии Германика. В том же году был сменен в должности легата в связи с отзывом Германика в Рим.
После суда над Гнеем Кальпурнием Пизоном предложил возвести в Риме жертвенник Мщению, но Тиберий эту идею отклонил, заявив, что таким образом отмечаются победы над внешними врагами, а разбирательство внутренних конфликтов не следует чрезмерно афишировать. В 21 году внес в сенат законопроект о запрете магистратам, отправлявшимся в провинции, брать с собой жен, заявив, что за сорок лет своей военной службы никогда не возил с собой супругу, всегда оставляя ее в Италии. По словам Тацита, сенаторы постоянно перебивали Цецину во время выступления, а Валерий Мессалин выступил с ответной речью, после чего предложение было провалено на голосовании.
Имел шестерых детей.